# A Sárkány útja
A Sárkány útja (Meng long guo jiang; angolul: Way of the Dragon) Bruce Lee első saját rendezésű filmje, amely a harcművészet népszerűsítésében nagy szerepet játszott, ezenkívül nem csupán az ő életében, hanem a hongkongi filmgyártásban is jelentős lépcsőfokot jelentett.
A filmet 1972-ben mutatták be Hongkongban, Magyarországon a '80-as évek közepén kezdték vetíteni a mozikban.
A film kínai (kantoni) címe: Meng long guojiang, szó szerinti jelentése: A dühöngő sárkány átkel a folyón. Magyarországon A Sárkány útja címen lett híres, de ismert még A Sárkány átka és A Sárkány visszatér címen is. Angol címváltozatok: The Way of the Dragon, The Fury of the Dragon, Return of the Dragon, Bruce Lee: Return of the Dragon.

## A film cselekménye
A szép Csen Csing Hua (Nora Miao) megörökölte az apja éttermét, melyet egy étteremlánc gazdája, egy maffiózó meg akar kaparintani. A főnök eleinte csak zsarolja Csent, majd bajkeverőket küld a kínai étterembe, hogy elriasszák a vendégeket. Csen kétségbeesésében a hongkongi nagybácsikájától kér segítséget, aki elküldi hozzá Tang Lungot (Bruce Lee). Miután Lung egérkezik Rómába, megváltozik a helyzet. A talpig becsületes és jóindulatú fiatalember nem érti a helybeliek nyelvét, idegenkedik a sohasem látott kultúrától, de rendre elűzi, megveri a nagyhangú verekedőket. A maffiózók főnökének elege lesz a kotnyeles Tang Lungból, és végezni akar vele. Megpróbálja lelövetni, de miután az nem sikerül, elraboltatja Csent, de Lung és barátai elmennek a maffiafőnökhöz, és kiszabadítják a lányt.
A feldühödött nagyfőnök felbéreli Coltot (Chuck Norris), a pénzért mindenre kapható karatemestert, Amerika legnagyobb bajnokát, hogy a saját közegében, a pusztakezes harcban likvidálja Tang Lungot. A harcban eleinte Colt kerekedik felül, de Lung rájön, hogy nem követheti ellenfele merev, szabályok által korlátozott stílusát, mert akkor veszíteni fog. Visszatér hát a maga technikájához, és több helyen súlyosan megsebesíti Coltot. Élet-halál harcot vívnak, ám Lung egy szomorú, együtt érző fejcsóválással figyelmezteti ellenfelét, hogy adja fel a küzdelmet, különben meg kell ölnie. A mindenre elszánt amerikai azonban újra támad, és Lung eltöri a nyakát. Az ellenfele iránti tiszteletének jeléül ráteríti a halott Coltra a gijét, mint egy szemfedőt. Meglepetés a film végén, hogy az étteremvezetőről, mindannyiuk Wang bácsikájáról kiderül, hogy a maffia kezére játszott, és két alkalmazottját meg is öli, mialatt Lung Colttal harcol.

## Szereposztás
| Szerep         | Színész          | Magyar hangja (1. szinkron) | Magyar hangja (2. szinkron) | Magyar hangja (3. szinkron) |
| -------------- | ---------------- | --------------------------- | --------------------------- | --------------------------- |
| Tang Lung      | Bruce Lee        | Kassai Károly               | Kassai Károly               | Csőre Gábor                 |
| Csen Csing Hua | Nora Miao        | Kisfalvi Krisztina          | Kiss Erika                  | Solecki Janka               |
| Colt           | Chuck Norris     | Zágoni Zsolt                | N/A                         | N/A                         |
| Ho             | Ping-Ao Wei      | Győri Péter                 | Fekete Zoltán               | Katona Zoltán               |
| Wang bácsi     | Chung-Hsin Huang | Kristóf Tibor               | Pathó István                | Orosz István                |
| Főnök          | Jon T. Benn      | Dobránszky Zoltán           | Balázsi Gyula               | Barbinek Péter              |
| Rob            | Robert Wall      | F. Nagy Zoltán              | Garai Róbert                | N/A                         |
| Tony           | Tony Liu         | Fekete Zoltán               | Bartucz Attila              | Tóth Roland                 |
| Robert         | Fu Ching Chen    | Szokol Péter                | Holl Nándor                 | N/A                         |
| Olasz szépség  | Malisa Longo     | Némedi Mari                 | N/A                         | N/A                         |
| Rosszfiú       | Csing-Jing Lam   | N/A                         | N/A                         | N/A                         |

## A film előzményei
Lee elégedetlen volt a korábbi filmjeivel (A nagyfőnök, Tomboló ököl), és elhatározta, hogy olyan filmet készít, amelyben végre az igazi személyiségét is megmutathatja a közönségének. A Sárkány útját maga írta és rendezte, és a főszerepet is ő játssza. Ez a film ugyanolyan fontos lépés volt a pályáján, mint egy évvel korábban A nagyfőnök. Valóban sikerült megvillogtatnia csodálatos színészi képességeit és valódi egyéniségét. A Kis Sárkány megjelenése a hetvenes évek elején csak egy hirtelen jött, jóindulatú forgószél volt Hongkongban, a futószalagon gyártott giccsfilmek otthonában, amely magasra röpítette a színvonalat, majd amilyen hirtelen jött, el is vonult. Lee már A nagyfőnök forgatásakor felismerte, hogy ha saját filmeket akar forgatni, akkor neki kell meghatároznia azok jellegét a forgatókönyv és a rendezés segítségével. „Bruce tisztában volt azzal, hogy nincs elég tapasztalata a filmrendezéshez – mondta Linda Lee, a felesége –, de azt is tudta, hogy bármelyik hongkongi rendezőn képes túltenni.” Ezért rendezéssel kapcsolatos tankönyveket és egyéb szakirodalmi munkákat vásárolt, hogy a hongkongi és amerikai filmforgatások alatt szerzett tapasztalatait gazdagítsa. Megírta a film forgatókönyvét, amelyben minden apró részletet kidolgozott, éjszakánként pedig az asszisztense, Csi Jao Csang közreműködésével még a harci jeleneteket is kidolgozta, az első mozdulattól az utolsóig. Úgy döntött, hogy átveszi a hollywoodi filmstúdiók munkamódszereit, Ázsiában ugyanis az volt a szokás, hogy a rendező szabadon, kedve szerint rögtönzött az előre elkészített vázlatok alapján.
Bruce nem elégedett meg az amerikai filmforgatási módszerek átvételével, hanem további újításra is vállalkozott. Szerződtetett két híres amerikai, szabadstílusú, profi karatebajnokot: Chuck Norrist és a kevésbé híres, de ugyancsak kiváló harci képességekkel rendelkező Bob Wallt. Lee tudta, hogy a nagyközönség által ismert, sikeres sportolók növelik a filmbéli legyőzőjük tekintélyét és a harci jelenetek valószerűségét. Tisztában volt azzal is, hogy az ázsiai közönségének csak úgy szerezhet örömet, ha mint kínai bokszoló egy fehér, ráadásul egy híres amerikai harcos felett győzedelmeskedik.
A Sárkány útját egyelőre kizárólag Ázsiának szánta, az igazán nagyszabású, Keletnek és Nyugatnak egyaránt tetsző film forgatását későbbre tervezte. Úgy gondolta, hogy a filmjeinek a színvonala fokozatosan javul. Felelősséget érzett a közönségével szemben, a kamera előtt mindig úgy érezte, mintha több milliós közönség előtt állna. Egy hongkongi újságírónak a következőket nyilatkozta A Sárkány útjával kapcsolatban: „A harcosi tehetségen kívül mással is rendelkezem. A testem és a személyiségem jelenik meg a vásznon. Nem is játszom igazán, elég természetesen viselkednem. Ha valaki utánozni próbál, nevetségessé válik. A filmjeimben nem erőszak látható, hanem cselekmény. Akkora lendület van bennem, hogy a néző elhiszi, amit csinálok, mert magam is hiszek benne. Ügyelnem kell a valóság és a képzelet megfelelő elegyítésére. Addig minden rendben van, amíg hihető, amit csinálok, és megőrzöm lendületességemet. Azt hiszem, fontos szerepem van Délkelet-Ázsiában. Fokozatosan kell nevelni a közönséget, és jó, ha ezt egy olyan ember teszi, akinek felelősségtudata van. Ezt nem érhetjük el egyik napról a másikra, és még nem tudom, hogy sikerül-e, de én ezzel próbálkozom.”
Ez a nyilatkozata nagy érték, mert megerősíti azt az észrevételt, hogy – teljesen egyedi módon – jóval kevesebbet mutat be a filmjeiben, mint amennyit valójában tudott. Szándékosan lelassította a mozgását, és csak úgy szeretett győzedelmeskedni, ha ő is kap valamennyit az ellenfelétől.

## A forgatás
Lee Raymond Chow társproducerrel és a forgatócsoporttal Rómába ment. Ott meggyűlt a bajuk a tartózkodási és a forgatási engedélyekkel, és csak két hétig dolgozhattak az országban. Chow kemény vitát folytatott a római hatóságokkal, hogy filmezhessenek Itália egyik leghíresebb épületében, a Colosseumban. Végül is Chow-nak sikerül megszereznie az engedélyt, azzal a kikötéssel, hogy tíz óráig, az aréna megnyitásáig a forgatást be kell fejezni. Lee a rövid idő ellenére jó munkát akart végezni, ezért mind neki, mind csoportjának a megszokotthoz képest lényegesen nagyobb energiával kellett dolgoznia. Ő maga mindennap tizenkét-tizennégy órát dolgozott. Belátta, hogy meg kell változtatnia a programot, és ezt egy ötletes újítással oldotta meg: bízva ötletességében és találékonyságában, improvizált a tömegben, az utcán és a repülőtéren. Volt olyan nap, hogy csaknem hatvan eredményes beállítást készített, amely a filmgyártásban nem éppen gyakori jelenség. Az újdonsült színész–rendező még e nagy kapkodás ellenére sem vesztette el a türelmét.
Lee azért választotta a záró jelenet helyszínéül a Colosseumot, hogy érzékeltesse a modern gladiátorok titáni küzdelmének súlyát és jelentőségét. Ennek természetesen fontos erkölcsi, morális mondanivalója volt a kínai nép számára, hiszen a hetvenes évek elejéig az európai és az amerikai filmkészítésben az volt az általánosan elfogadott nézet, hogy az az ember, aki nem fehér, nem lehet „jó”, azaz pozitív hős, sem filmben, sem más produkcióban.
A filmben viszonylag kevés az izgalomdús harci jelenet, mert Lee úgy gondolta, hogy a feszültség fokozása és a küzdelmek késleltetése által a viadalok és a film egésze nagyobb hangsúlyt kap, és lényegesen nagyobb sikert arathat, mint ha csupán küzdelmek sorozatából állna néhány unalmas betétjelenettel. Igaz ugyan, hogy a film csaknem hetvenöt százalékát a „nyugodtabb” részek teszik ki, de ezek majdnem ugyanolyan figyelemre méltóak, mint maguk a küzdelmi jelenetek. Már A Sárkány útja legelején feltűnik a Kis Sárkány varázslatos személyisége, s ez magával ragadta a közönség legnagyobb részét. A feszültség fokozatosan növekszik, a cselekmény folyamatosan halad a kibontakozás és a tetőpont felé, s a film – a realitását végig megtartva – a jó teljes győzelmével ér véget.
A film tulajdonképpeni fénypontja a párviadal, amely a Colosseumban zajlik le Chuck Norris és a Kis Sárkány között. Lee maximalista volt. Csi Jao Csanggal gondosan felírták és felrajzolták még a legapróbb mozdulatokat is. Mint mindig, most is precíz és a legapróbb részletekig pontos munkát akart végezni. Még a jelenetek elgyakorlása közben is készített jegyzeteket. „Sokszor a tükör előtt mindent egyedül is elgyakorolt. Mindig új ötletekkel állt elő” – emlékszik Linda.
A Colosseumban Lee az idő szorítása ellenére sem volt hajlandó könnyítő trükkmegoldásokra. A két harcos nem imitálta a küzdelmet: bevitték az ütéseket és a rúgásokat Norrisszal, azért persze vigyáztak, hogy egyikőjük se sérüljön meg oly mértékben, hogy amiatt abba kelljen hagyni a jelenet forgatását. Egy óvatlan pillanatban, egy kissé erősebbre sikerült ütéstől felrepedt Chuck Norris bal szemöldökén a bőr. A felvételt leállították, és máris rohant a sminkes, hogy a fehér bajnok szemöldökén csillogó vért eltávolítsa. A Kis Sárkány nyugtalankodott, hogy kénytelenek lesznek leállítani a forgatást, de Norris megnyugtatta: „Csak egy karcolás. Egy kis fertőtlenítő kenőcs, és folytathatjuk a jelenetet.”
Végül is Lee pontosan az előre elhatározott pillanatban legyőzte ellenfelét, és megfogva annak köntösét, tiszteletteljesen befedte vele a „halott” testét – néhány perccel tíz óra előtt. A rendelkezésükre álló idő letelt, így hazatértek Hongkongba, hogy végre befejezhessék a filmet. Elsőként azokat a jeleneteket forgatták le, amelyeket Rómában nem állt módjukban elkészíteni. Lee fehér szereplőket keresett, akik alkalmasak lehetnek az olasz gengszterek eljátszására, de nem nagyon akadtak. Még a főnök szerepére is csak egy üzletembert sikerült szerződtetnie. A forgatások után mindig megtekintette és ellenőrizte az elkészült jeleneteket. Ha elégedetlen volt egy snittel vagy jelenettel, a következő napon megismételtette.

## A film utóélete
Kétségtelen, hogy A Sárkány útja az egyik legtökéletesebb filmje, mind filmművészeti, mind harcművészeti szempontból. Ebben is megcsodálhatjuk félelmetes oldalrúgását, amely a valóságban is oly nagy erőt volt képes kifejteni, hogy „ellenfelét”, felemelve a talajról, több méter távolságba repítette. Azt is megmutatja, hogy bottal is tud úgy bánni, mint a nuncsakuval. Természetesen a közönséget megragadta a cséphadarók forgatása. Olyannyira, hogy néhány évvel a premier után, a film amerikai és nyugat-európai bemutatásával a nuncsakuk futótűzként terjednek el a fiatalok körében. (Magyarországon is elkövettek vele néhány bűncselekményt az utcán a ’80-90-es években, ezért a hatóságok fegyvernek minősítették, a használatát betiltották, és az utcán való – engedély nélküli – viselése büntetendő.)
A Concord Films filmvállalat, amelyet Lee Raymond Chow-val alapított, végre befejezte első filmjét, és Lee a premier előtt bejelentette, hogy A Sárkány útjától nem kevesebb, mint ötmillió hongkongi dollár hasznot vár, csupán Hongkongban, közvetlenül a bemutató utáni időszakban. A kritika egyenesen őrültnek tartotta, de erre három hét múlva rácáfolt maga a film, amely megdöntve a Tomboló ököl által tartott abszolút bevételi rekordot, beváltotta készítője jóslatát. Bruce ezt úgy értelmezte, hogy a közönség rendezőként is elismeri őt. A mulandó bevételi, illetve közönségrekord mellett igazi sztárkultuszt is hozott a számára, amely a többi Bruce Lee-film hatására Lee halála után még tovább növekedett, s a hetvenes évek végére nyerte el mai formáját.
Lee A Sárkány útjában a Tomboló ököl üzenetét kiterjeszti a föld összes, fehérek által elnyomott és lenézett lakójára, és alapjában véve megkérdőjelezi és elítéli, sőt egyenesen szétrombolja az amerikai játékfilmek által képviselt kulturális imperializmust. Nem véletlen tehát, hogy A Sárkány útja a harmadik világban, különösen Délkelet-Ázsiában és Latin-Amerikában a legnépszerűbb filmek közé tartozik. Lee mágnesessége és varázslatos személyisége európaiak millióit is magához vonzotta. Egészen addig a bizonyos 1973. július 20-án bekövetkezett tragédiáig úgy látszott, hogy Bruce Lee, a fiatal és tehetséges easternsztár sikere vég nélküli.

## Külső hivatkozások
- Hivatalos oldal
- A Sárkány útja a PORT.hu-n (magyarul)
- A Sárkány útja az Internetes Szinkronadatbázisban (magyarul)
- A Sárkány útja az Internet Movie Database-ben (angolul)
- A Sárkány útja a Rotten Tomatoeson (angolul)
- A Sárkány útja a Box Office Mojón (angolul)